# 大埕镇
大埕镇，是中华人民共和国广东省潮州市饶平县下辖的一个乡镇级行政单位。

## 行政区划
大埕镇下辖以下地区：
红花村、上东村、东埕村、程南村、上黄村、溪美村和田美村。

## 信仰
上东村
- 上东大庙:供奉地头老爷

田美村
- 祖师爷庙:供奉祖师爷

程南村
- 鸿埕大庙:供奉三山国王、三山国王夫人

## 姓氏由來
陳姓， 陳嵩崗從福建莆田遷居廣東饒平縣大埕鎮程南村。
陳姓， 陳梅齋于宋末元初從福建晉江遷居廣東饒平縣大埕鎮磁窖。
陳姓， 陳柳於元末明初從福建泉州府同安县大井脚遷居於今廣東饒平縣大埕鎮紅花村。
陳姓， 陈氏梅祖於元末明初從福建云霄县迁广东饶平红花脚村创村(今广东饶平县大埕镇紅花村)。
陳姓， 開漳（北廟、北陳、開漳聖王）派系，陳景肅支脈裔孫陳岡夫，由福建漳州雲霄縣陳岱遷廣東饒平縣大埕，後裔遷福建漳州詔安城關西門外（今詔安縣南詔鎮西門街西門外）。
陳姓， 上東村陳氏，源自陳氏北廟派。陳元光廿四世孫陳堘，字權，號康齋，福建龍溪人，官武經郎，隨祖叔郡馬陳玉澗勤王至崖山。宋亡，為避元朝迫害，遂逃匿於南詔九侯岩後遷居上里，衍派子孫甚眾。宋末，陳堘之子陳嚴恪從福建莆田遷居今廣東饒平縣大埕鎮上東村。
陈姓， 陈两清，于明初从福建诏安县迁居于今广东饶平县大埕镇溪美村。
陈姓， 陈耕，于明洪武四年(1371)从福建诏安迁居于今广东饶平县大埕镇田美村。
陈姓， 宋末，福建省龙溪人陈睦从龙溪县迁广东饶平大埕镇上东村定居，为上东村陈氏始祖。
陈姓， 明初，有陈质庵从福建诏安县左林铺迁广东饶平大埕镇上东村置业。
苏姓， 虎渡苏氏，主要分布在福建九龙江流域和龙海市（古称海澄县）。虎渡旧名虎溪，古时极为偏僻，进出全靠水路。一条南溪贯穿福建漳浦、海澄二县，最后汇入九龙江入海口。八百年前，南宋一大批末代皇族，就是从这条水路逃到漳浦马口，并 在那里筑起著名的“宋城”赵家堡。虎渡五世祖分四房，三房竹溪公，有一子，善。苏善有二子，观国、观明。长子苏观国，守居虎渡。次子苏观明，又分居潮州饶平东计（今饶平大埕）。
赖姓， 明洪武五年（1372）赖慎言公从福建平和县迁居广东饶平县大埕镇上东村。二世祖上石公于明永乐二十年（1422）择地而建赖氏宗祠——永裕堂。
唐姓， 于宋朝末年，唐氏从福建省诏安县迁至广东饶平县大埕镇下塘村定居创业，因村落地势比上东村较低而取名下塘村。2018年末，全村总人口10236人。
郑姓， 明洪武十四年（1381）惠州通判郑励，福建闽县人，迁广东饶平大埕镇上东村创业。
林姓， 明成化十一年（1475）林氏从福建迁入广东饶平大埕镇上东村创业，林氏宗祠建于明朝，占地面积308平方米。
黄姓， 始祖黄祺潭，黄潜善第八子黄久康之第三子，世居福建宁化石壁，后于元末明初移居海阳潮州府海阳县太平乡大埕栅(今属饶平县大埕镇大埕村)。今其后代立黄由直为饶平县大埕黄氏一世祖。传到五世生黄琮、黄锦，皆为明代进士。